# The Crush
The Crush (conocida en español como Loca obsesion, Veneno en la piel o Pasión sin límites) es una película estadounidense de thriller-drama de 1993 dirigida por Alan Shapiro. Protagonizada por Cary Elwes y Alicia Silverstone, fue filmada del 24 de septiembre al 20 de noviembre de 1992.

## Argumento
Nick Eliot, es un joven guapo, soltero y talentoso de 28 años que se muda a la ciudad de Seattle a causa de un nuevo empleo como publicista y escritor en una revista de renombre; siendo esto una nueva oportunidad de crecimiento laboral. Tras varios intentos fallidos de buscar alojo, ve un anuncio en el periódico sobre un apartamento, una casa de visitas en un lujoso residencial.  
Nick es recibido por la dueña llamada Liv Forrester y la hija de ésta, Adrian "Darian" Forrester, una precoz adolescente de 14 años, a quien Nick habría conocido antes sin querer tras casi atropellarla en la calle cuando ella patinaba con su mejor amiga. De inmediato Nick queda encantado con la ubicación y la comodidad del apartamento, una casa de visitas junto a la casa principal y decide ser inquilino temporal de la familia Forrester. Por otra parte Darian siente una morbosa curiosidad por Nick, el nuevo inquilino junto a su casa, que posteriormente se convertirá en una fatal atracción.
Adrian no tarda en acercarse a Nick; lo visita, habla con él, le ofrece regalos, ayudarle con sus artículos y de inmediato se vuelven amigos. Una noche la familia Forrester, que es muy adinerada realizan una fiesta de bienvenida a Cliff, el padre de Adrian, y deciden invitar a su nuevo inquilino; la chica aprovecha la ocasión para recibirlo, acompañarlo en la fiesta y convencerlo de llevarla a ver el faro del pueblo, Nick poco convencido accede a llevarla. Adrian, después de dramatizar su vida solitaria, le da un tierno beso en la boca a Nick, intensificando su deseo por él. 
Nick decide alejarse de Adrian ya que no lo considera correcto pues ella es menor de edad. Simultáneamente, Nick comienza un romance con su compañera de trabajo Amy, una periodista de su misma edad, pero esto no aleja a Adrian y decide seducir a Nick, llegando inclusive a desnudarse delante de él, mientras él se escondía en un armario, cuando entra a la casa para tratar de hablar con ella. Nick considera que la actitud de Adrian podría ser destructiva, así que decide rechazarla y romper la amistad. No obstante Adrian responde con violencia el rechazo; y vandaliza el auto de Nick, lo raya en la capota con un insulto y a su vez le hace daño a Amy, al encerrarla en una bodega con abejas. 
Nick, convencido de las acciones malvadas de Adrian, decide mudarse, pero la chica sabotea todo intento de Nick por alejarse de ella. Adrian cree que tiene alguna oportunidad con Nick, a pesar de las muestras de rechazo, así que lo invita a modo de conveniencia a un evento de equitación, donde ella participa como jinete, pero Nick nunca llega. Adrian furiosa, después de la competencia, llega al lugar donde se encuentra Nick reunido con su jefe y ejecutivos, en una presentación de un evento publicitario en el salón de un hotel, allí arma un espectáculo y abofetea a Nick, este enojado la agarra por un brazo y le súplica que lo deje en paz. Adrian a modo de venganza acusa a Nick de haberla golpeado y violado, esta había cogido un condón de la basura que anteriormente Nick había utilizado con su novia Amy, y Adrian lo utiliza para acusarlo. De inmediato Nick queda bajo arresto, al llegar en la noche al departamento que alquila, Michael, su jefe, para evitar escándalos paga la fianza de Nick y a su vez lo despide. 
Cheyenne, la mejor amiga de Adrian, se acerca a Nick y le dice que está convencida, de que él nunca le ha hecho daño alguno, ya que no es la primera vez que su amiga se obsesiona de un hombre mayor, y le confiesa que Adrian se había enamorado anteriormente de un consejero del campamento que luego murió envenenado. Nick está convencido de que Adrian lo asesinó. Cheyenne le explica a Nick que Adrian tiene un diario y se ofrece ayudarlo. 
Pero Nick teme de las acciones de Adrian, así que decide ir en busca de Cheyenne, pero Adrian enojada lo ataca y lo arroja por las escaleras, en medio de la lucha Cliff aparece y comienza a estrangular a Nick, pero es atacado por Adrian quien lo golpea con un palo en la cabeza. Nick finalmente le da un puñetazo a Adrien logrando desarmarla. Meses después Adrien es internada en un hospital psiquiátrico, a pesar de que aún está obsesionada de Nick, comienza a "admirar" a su doctor, al final de la escena se muestra a Adrien con la foto del doctor y su esposa entre sus manos.

## Reparto
- Alicia Silverstone ... Darian Forrester
- Cary Elwes         ... Nick Eliot
- Jennifer Rubin	... Amy Maddik
- Kurtwood Smith	... Cliff Forrester
- Amber Benson	... Cheyenne
- Gwynyth Walsh	... Liv Forrester

## Doblaje
| Personaje        | Actor original     | Actor Latinoamérica    | Actor España         |
| Darian Forrester | Alicia Silverstone | María Fernanda Morales | Alba Sola            |
| Amy Maddick      | Jennifer Rubin     | Maru Guzmán            | Concha García Valero |
| Cliff Forrester  | Kurtwood Smith     | José Lavat             | Pepe Antequera       |
| Cheyenne         | Amber Benson       | Laura Ayala            | Alicia Laorden       |
| Sra. Tinkerman   | Sheila Paterson    | Carmen Donna-Dío       | Carmen Contreras     |
| Liv Forrester    | Gwynyth Walsh      | Andrea Coto            | Elsa Fábregas        |